# Traszkuny
Traszkuny (lit. Troškūnai) – miasto na Litwie, położone w okręgu uciańskim, 18 km od Onikszt w rejonie oniksztańskim. Traszkuny były rodową siedzibą Montwiłłów.

## Zabytki
- Kościół i klasztor bernardynów fundowany w 1689 r. przez Władysława Sokołowskiego. Początkowo drewniane, po pożarze w 1770 r. wzniesiono murowane w stylu barkowo-klasycystycznym.
  - kościół pw. św. Trójcy z cennym wyposażeniem wnętrza, organy z 1787 r. i cudowny obraz Matki Boskiej z Dzieciątkiem. Obok dzwonnica o wysok. 43 m z 1803 r.
  - Klasztor został zamknięty przez władze carskie w 1864 r. Obecnie użytkowany przez władze kościelne.
- Klasycystyczny budynek parafialnej szkoły bernardynów, w 1830 r. zmienionej na gimnazjum, a w 1840 r. przeniesionego do Poniewieża. Po II wojnie światowej szkoła, a później filia fabryki odzieży z Uciany.
- Na cmentarzu drewniana kaplica z 1790 r.